# Louis de Potter

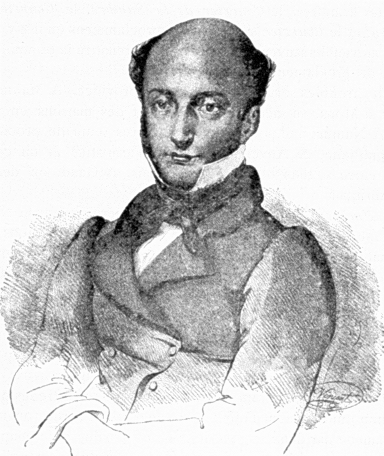
Louis de Potter

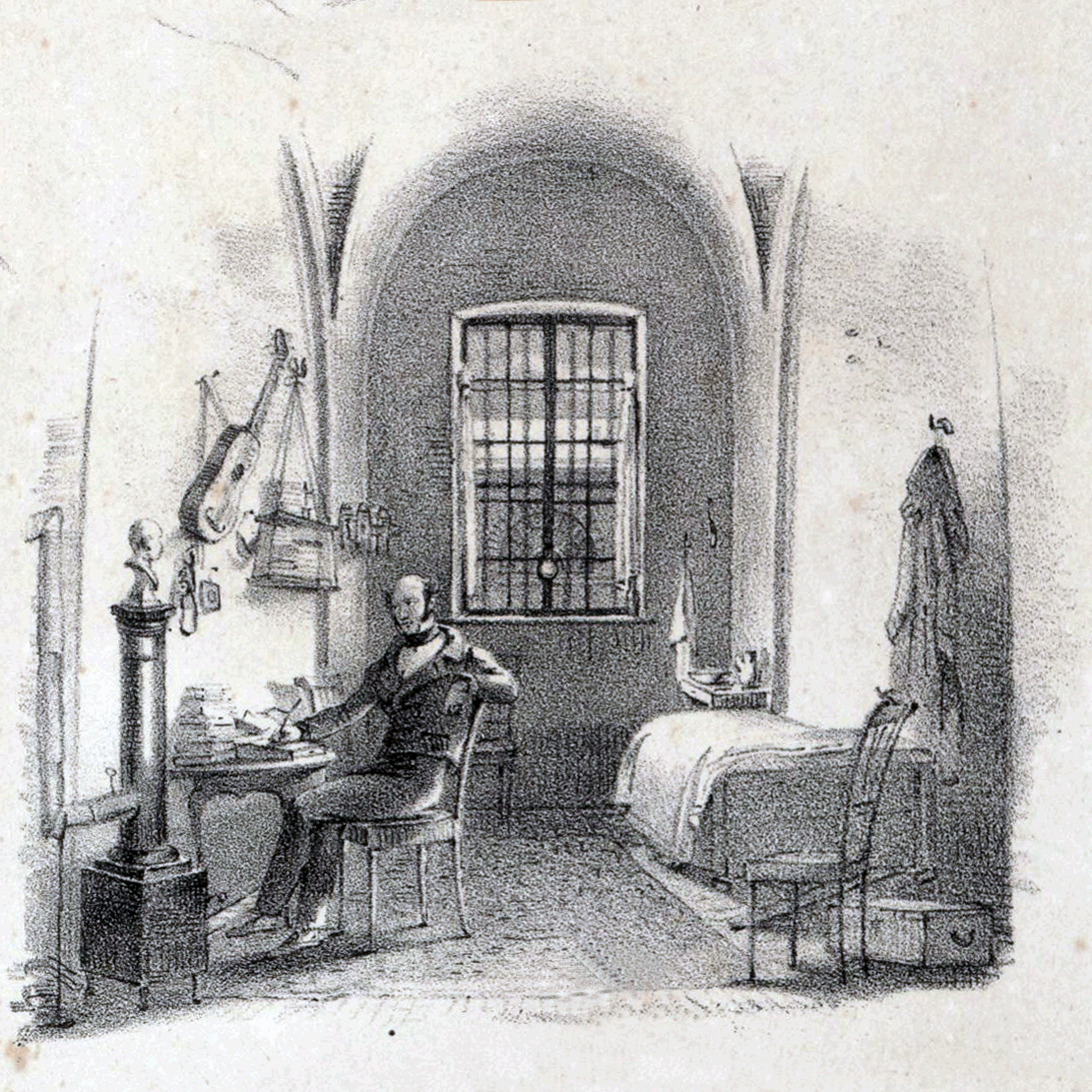
de Potter im Gefängnis

Louis Joseph Antoine de Potter (* 26. April 1786 in Brügge; † 22. Juli 1859 ebenda) war ein niederländisch-belgischer Zeitungsredakteur, Revolutionär und Politiker, der maßgeblichen Anteil an der Entstehung Belgiens hatte.

## Leben vor der Revolution
De Potter begann seine politische Tätigkeit als Redakteur der oppositionellen Zeitung Courrier des Pays-Bas während der Zeit des Vereinigten Königreichs der Niederlande. Er verfasste heftige Polemiken gegen die katholische Geistlichkeit, die Aristokratie und die Regierung König Wilhelms I. Insbesondere seine von privatem Hass gegen den Minister van Maanen geleiteten Schriften gegen die Regierung führten 1828 zu einem Gerichtsverfahren, in dem er zu 18 Monaten Haft und einer Strafe von 1000 Gulden verurteilt wurde. Auch aus dem Gefängnis richtete er aufreizende Schriften an das Volk und wirkte für eine Vereinigung der liberalen Partei mit der katholischen, um gemeinsam gegen die nördlichen Niederlande zu opponieren. Unmittelbar nach seiner Freilassung wurde er am 30. April 1830 wegen revolutionärer Schriften zu einer achtjährigen Verbannung verurteilt. Nach dem Ausbruch der belgischen Revolution eilte er nach Brüssel zurück, wurde sofort Mitglied der provisorischen Regierung, mit dem Entwurf des neuen Grundgesetzes für Belgien beauftragt und sprach sich auf dem am 10. November durch ihn eröffneten Nationalkongress offen für die republikanische Staatsform und Konföderation nach schweizerischem Vorbild aus. Da sich der Nationalkongress aber für einen unitarischen Staat und eine parlamentarische Monarchie aussprach, zog er sich am 13. November 1830 aus dem direkten politischen Geschehen zurück.

## Leben nach der Revolution
1831 musste er jedoch als überzeugter Republikaner aufgrund der Repressionen, die die Gegner der belgischen Monarchie nun zu spüren bekamen, fliehen und ging nach Paris. Dort arbeitete er wiederum als Redakteur bei verschiedenen Zeitungen. Zwischen 1833 und 1837 war de Potter dann in eine bittere juristische Auseinandersetzung mit seiner Schwester über das  gemeinsame Erbe verwickelt. Ende 1838 konnte er nach Brüssel zurückkehren, war aber enttäuscht von der Entwicklung in seiner Heimat. 1839 schrieb der weitestgehend desillusionierte Louis de Potter, dass in Belgien weniger Freiheit herrsche als in den ehemals vereinigten Niederlanden. Der republikanisch und liberal gesinnte Mensch konnte sich nicht mit den in Belgien herrschenden Verhältnissen abfinden und schlug sogar ernsthaft eine Wiedervereinigung mit dem Norden vor, zu der es jedoch nicht mehr kommen sollte, da 1839 auch Wilhelm I. die Unabhängigkeit Belgiens anerkannte, nachdem ihm einige territoriale Zugeständnisse (Zeeuws-Vlaanderen, Limburg und Luxemburg) gemacht worden waren. In der darauf folgenden Zeit wandelte sich de Potter vom liberal denkenden Menschen zum Politiker mit sozialistischen Vorstellungen, wie aus seinen Schriften hervorgeht. Gegen Ende seines Lebens besuchte er seine Geburtsstadt Brügge und als er im Sommer 1859 bei einem Aufenthalt in Blankenberge erkrankte, wurde er nach Brügge zurückgebracht, wo er dann am 22. Juli 1859 allerdings unerwartet starb.

## Schriften (Auswahl)
Werke
- L'Union des catholiques et des libéraux dans les Pays-Bas. 2. Auflage. Brüssel 1831.
- Histoire du christianisme. Paris 1836. (8 Bde.)
- Résuméde l'histoire du christlanisme. 1856. (2 Bde.)
- La revolution belge de 1828 à 1839, souvenirs personnels. Brüssel 1838-39. (2 Bde.)